# Häjyt
Häjyt é um filme de drama finlandês de 1999 dirigido e escrito por Aleksi Mäkelä. Foi selecionado como representante da Finlândia à edição do Oscar 2000, organizada pela Academia de Artes e Ciências Cinematográficas.

## Elenco
- Samuli Edelmann - Jussi Murikka
- Juha Veijonen - Antti Karhu
- Teemu Lehtilä - Heikki Grönberg
- Kalevi Haapoja - Karhu
- Arttu Kapulainen - Roope Karhu
- Sari Havas - Sisko
- Eero Aho - Stig Nenonen
- Pia Latomäki - Paula
- Kari Väänänen - Törnqvist